# Вертингер, Ганс
Ганс Вертингер (нем. Hans Wertinger; 1465, Ландсхут — 17 ноября 1533, Ландсхут) — немецкий рисовальщик, живописец и гравёр, живописец по стеклу эпохи Северного Возрождения и Реформации. Также известен как Ганс Шваб фон Вертингер (нем. Hans Schwab von Wertinger) или Швабмалер (нем. Schwabmaler — швабский живописец). Его считают важным представителем школы живописи «Альтландсхут» (Старого Ландсхута).

## Биография
Ганс Вертингер, вероятно, родился в Ландсхуте, Нижняя Бавария. Имя «Вертингер» и «Швабмалер» позволяют предположить, что его семья происходила из города Вертинген, который поныне принадлежит округу Диллинген на Дунае в баварском административном регионе Швабия. Благодаря женитьбе на Элизабет, дочери вышивальщицы по шёлку, Ганс Вертингер в 1491 году получил гражданство Ландсхута. С 1511 по 1531 год он владел домом на Кирхгассе № 228, где теперь находится мемориальная доска.
Ганс Вертингер, вероятно, обучался в мастерской ландсхутского художника Зигмунда Гляйсмюллера и у Ганса Гольбейна Старшего в Аугсбурге. Он получил свои первые заказы от принца-епископа Пфальца Филиппа и герцога Людвига X Баварского, который проживал в Ландсхуте. В 1518 году Ганс Вертингер был назначен его придворным художником.
Помимо некоторых алтарных образов Ганс Вертингер в основном создавал портреты и серии так называемых «сезонных картин» (Jahreszeitenbildern), изображающих времена года. Эти маленькие картины с изображениями двенадцати месяцев частично сохранились в Нюрнберге, частично в санкт-петербургском Эрмитаже («Месяц октябрь»). Они тонко передают состояния природы, и «люди, наполняющие эти пейзажи, как бы соединялись с природой. В этом смысле творчество Вертингера шло навстречу стремлениям дунайцев» (художникам дунайской школы).
Портреты работы Вертингера обычно сверху обрамлены гирляндами. Известный витраж его работы — «Окно Благовещения» в соборе «Прекрасной Богоматери» (Schönen Unserer Lieben Frau) в Ингольштадте.
Ганс Вертингер нашел свое последнее пристанище в старом францисканском монастыре в Ландсхуте.

## Галерея

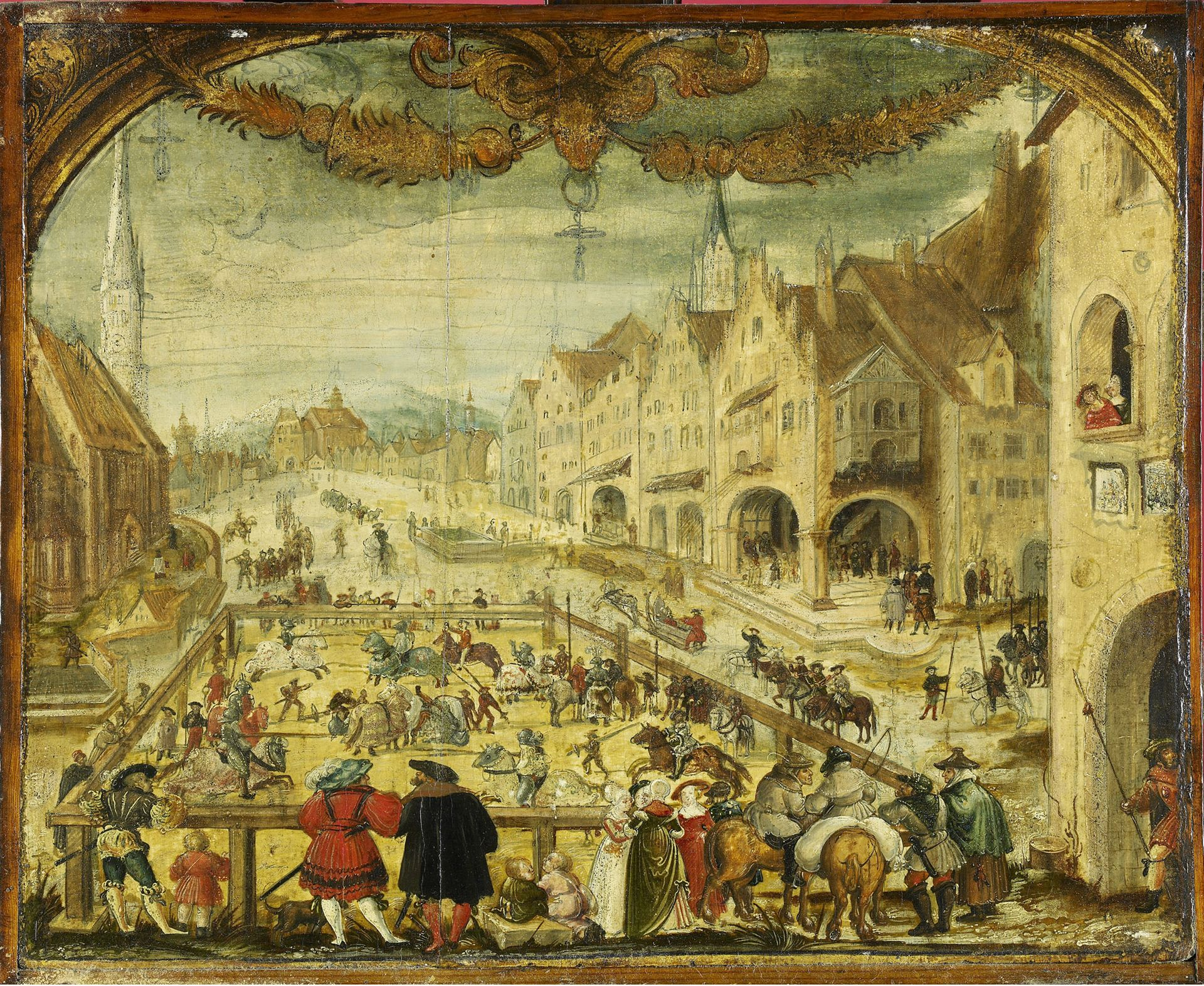
Рыцарский турнир в Ландсхуте. Из цикла «Сезонные картины». Ок. 1520. Дерево, масло
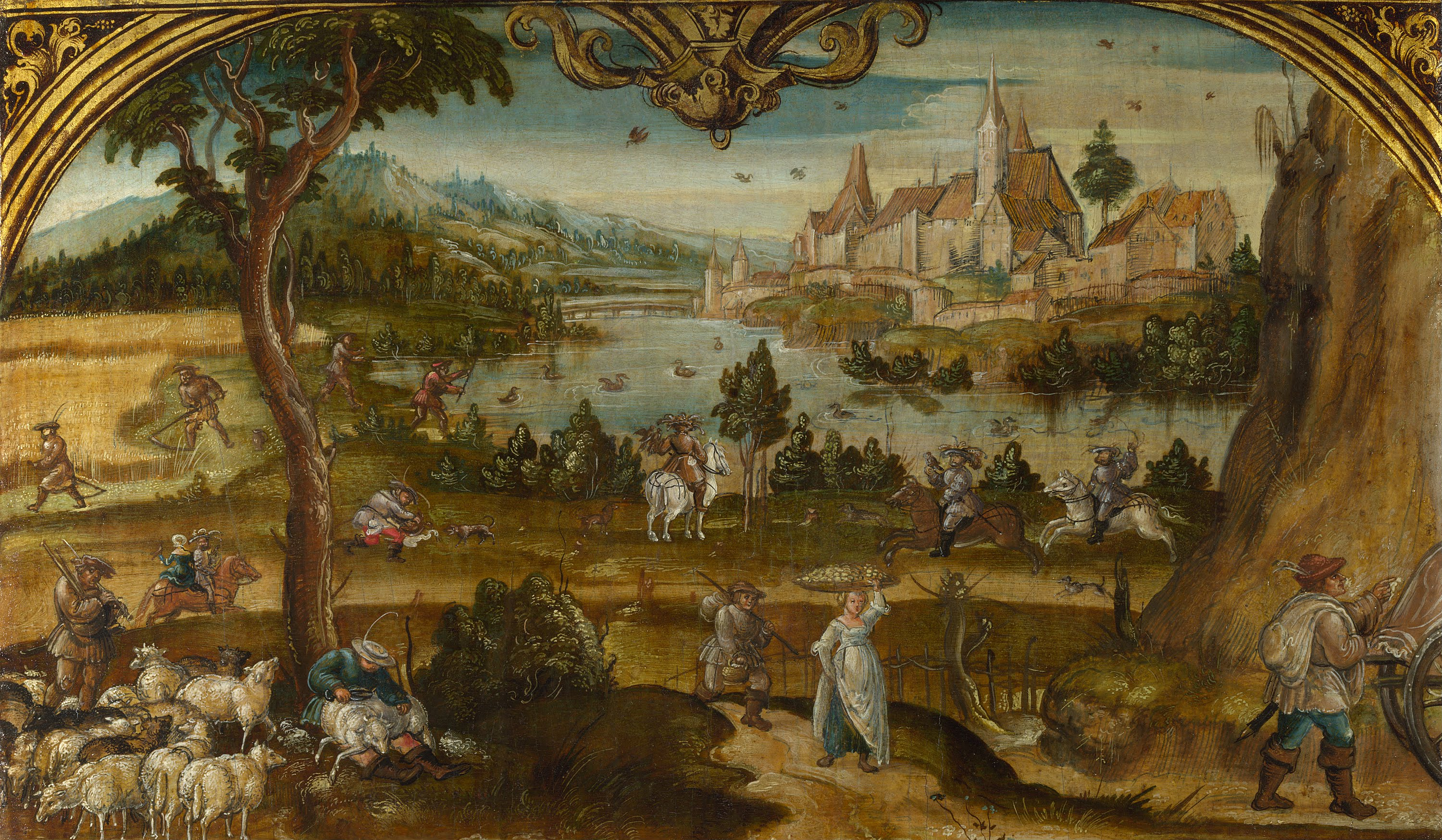
Лето. Из цикла «Сезонные картины». Ок. 1525. Дерево, масло. Национальная галерея, Лондон
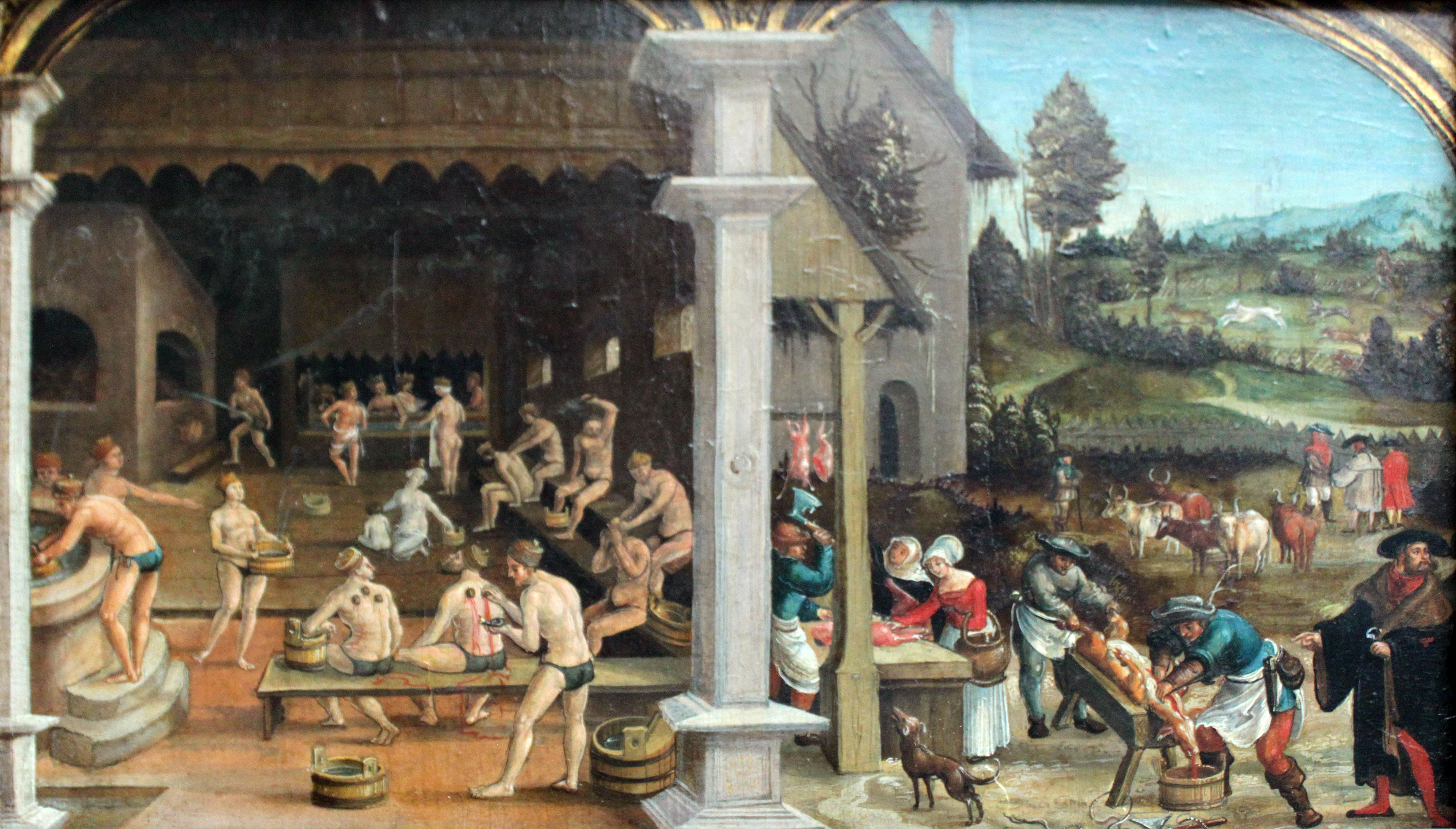
Из серии «Сцены деревенской жизни». Баня и батальная сцена. 1520. Дерево, масло. Германский национальный музей, Нюрнберг
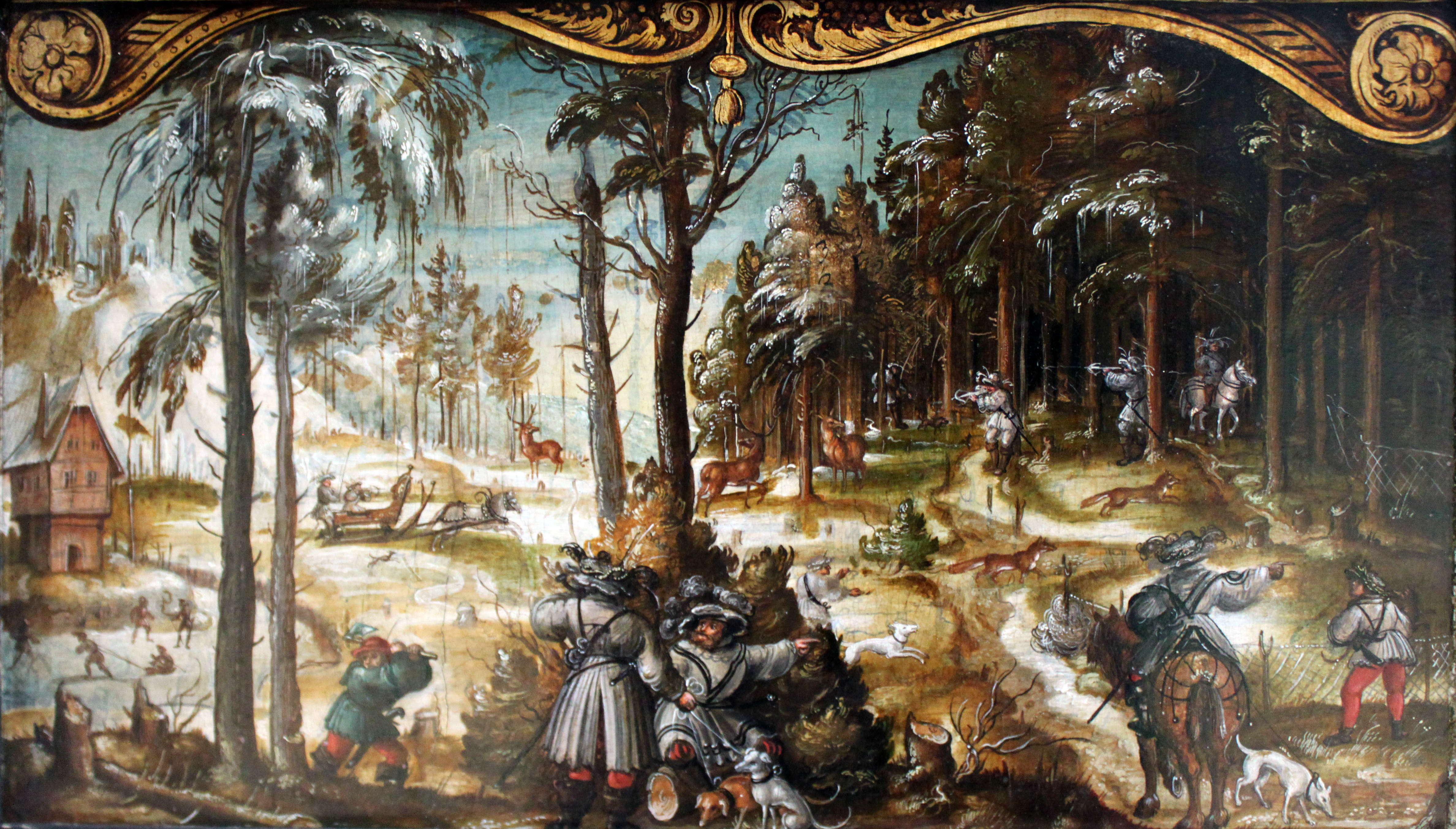
Охота на лис и оленей зимой. 1520. Дерево, масло. Германский национальный музей, Нюрнберг
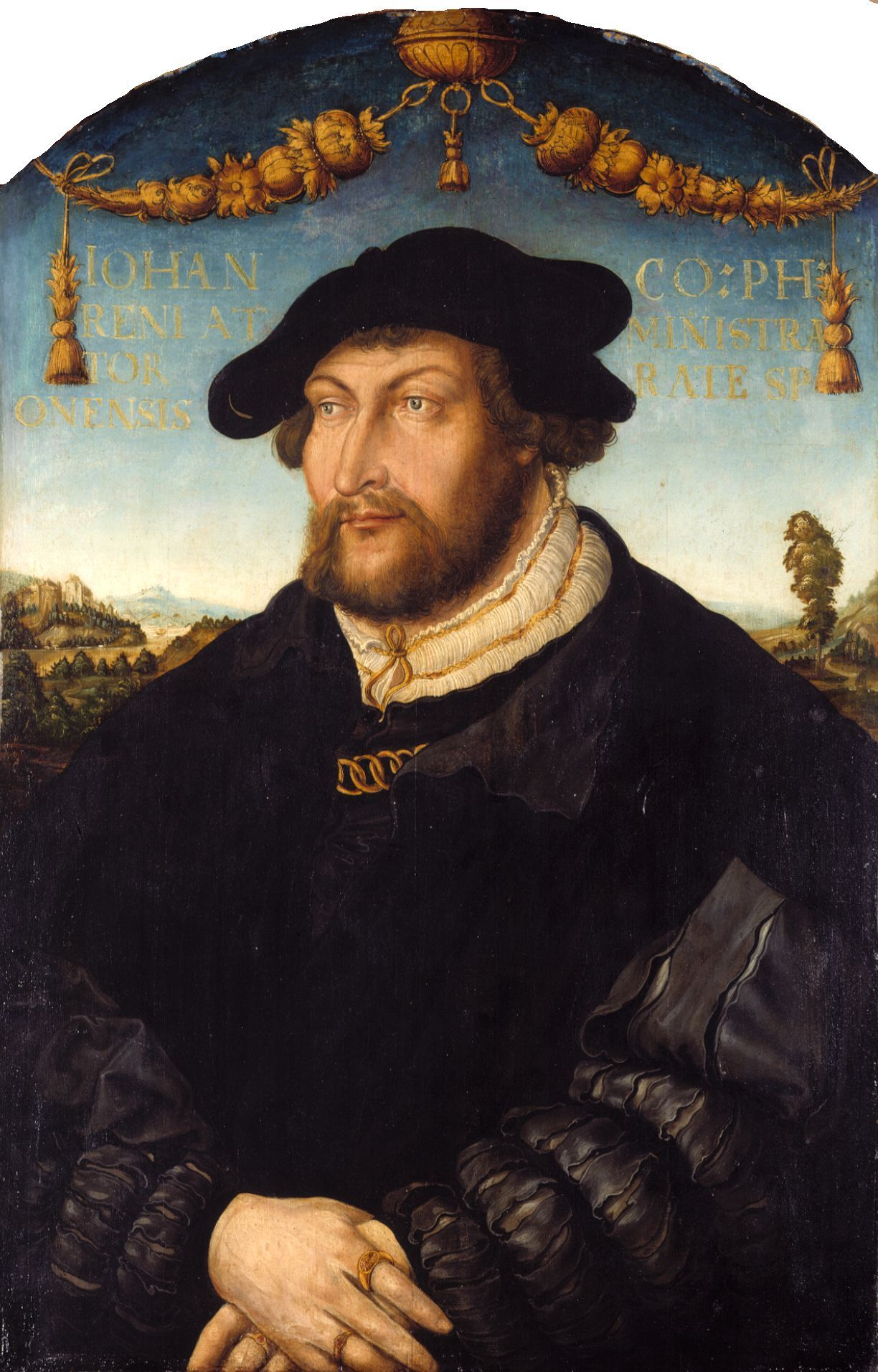
Иоганн III, пфальцграф Рейнский. Ок. 1526. Дерево, масло. Германский национальный музей, Нюрнберг
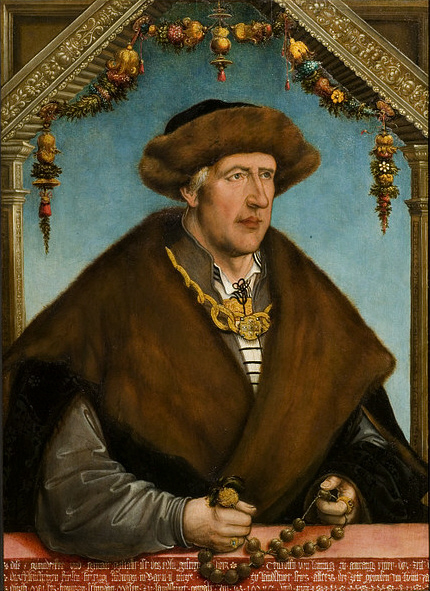
Кристоф фон Лайминг. 1517.  Дерево, масло. Музей Виктории и Альберта, Лондон
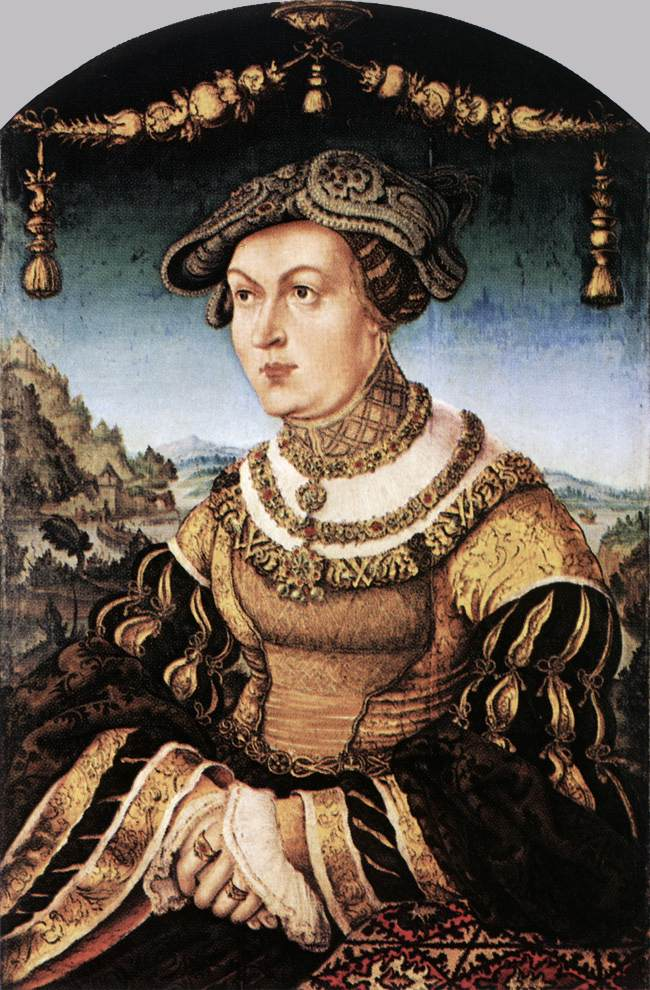
Принцесса Мария Якобе фон Баден. 1520-е. Дерево, масло. Старая пинакотека, Мюнхен
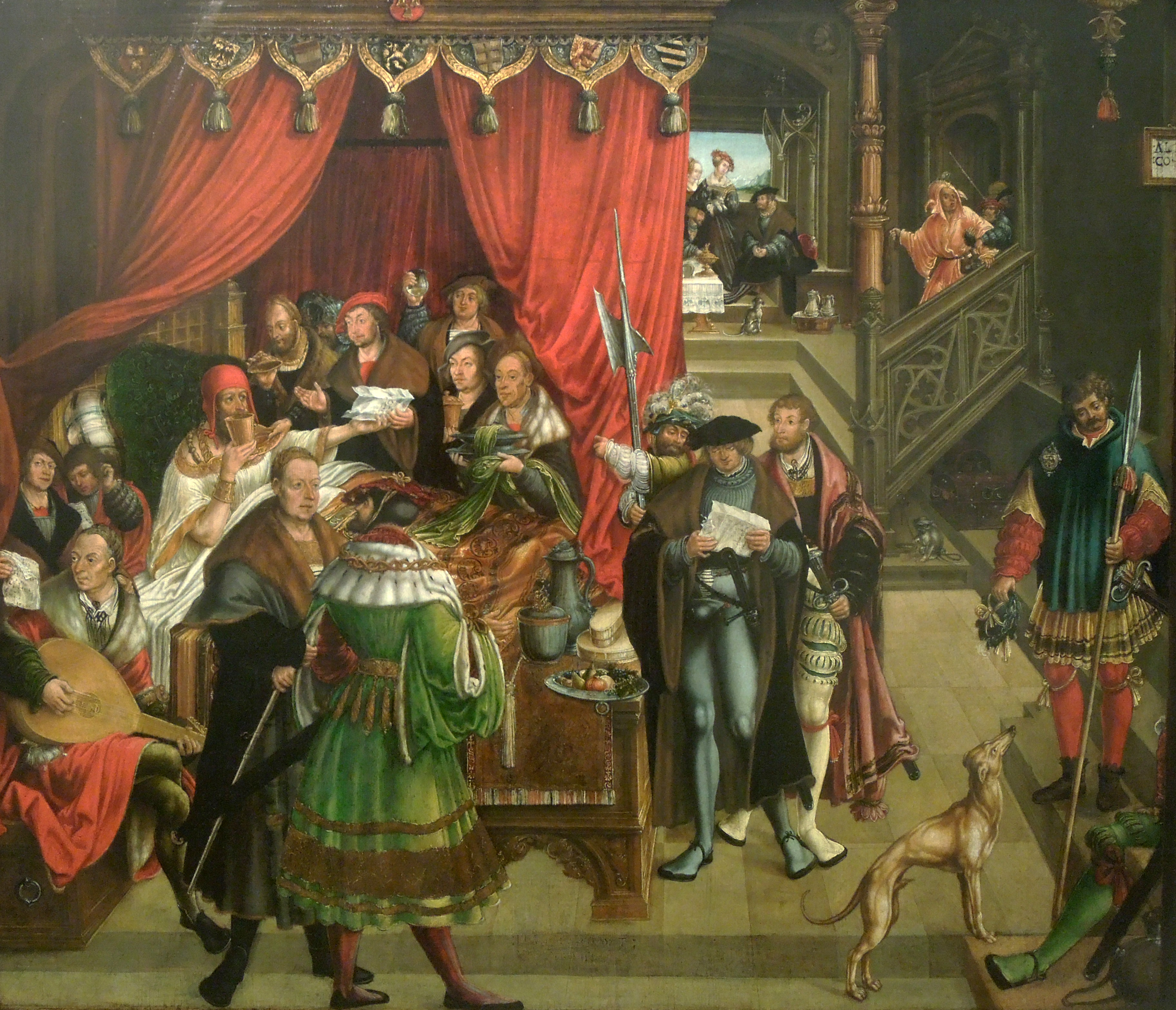
Болезнь Александра Великого. 1517. Дерево, масло. Национальная галерея, Прага
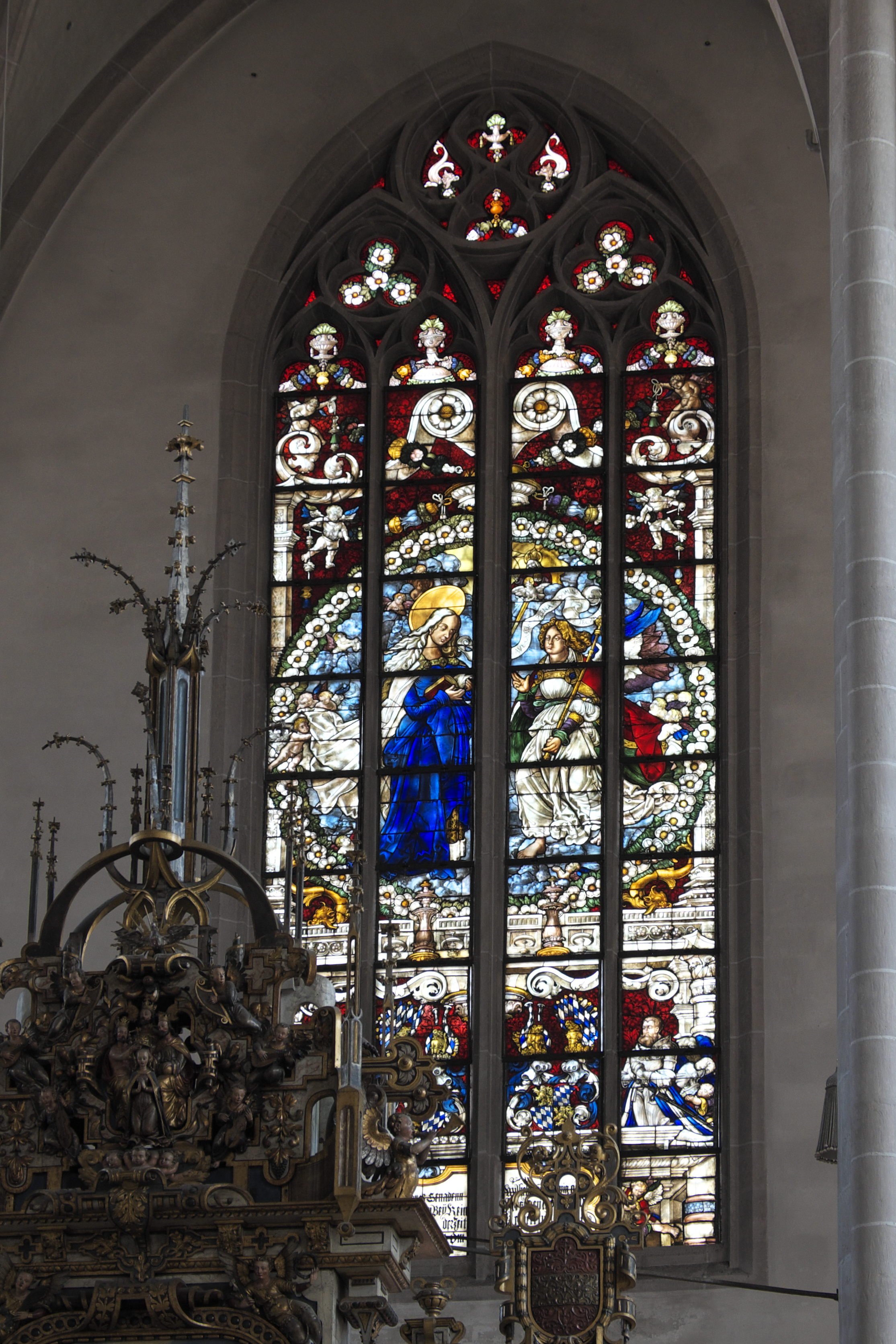
«Окно Благовещения». Витраж. Ок. 1527. Собор Прекрасной Богоматери (Schönen Unserer Lieben Frau), Ингольштадт, Бавария